# تپه شیره‌چی
تپه شیره چی مربوط به سده‌های ۶ تا ۸ ه.ق - سدهٔ ۱۰ تا ۱۲ ه.ق است و در شهرستان سلماس، بخش مرکزی، دهستان لکستان، روستای سلطان احمد واقع شده و این اثر در تاریخ ۷ اسفند ۱۳۸۵ با شمارهٔ ثبت ۱۷۷۶۰ به‌عنوان یکی از آثار ملی ایران به ثبت رسیده است.